# 漠河駅

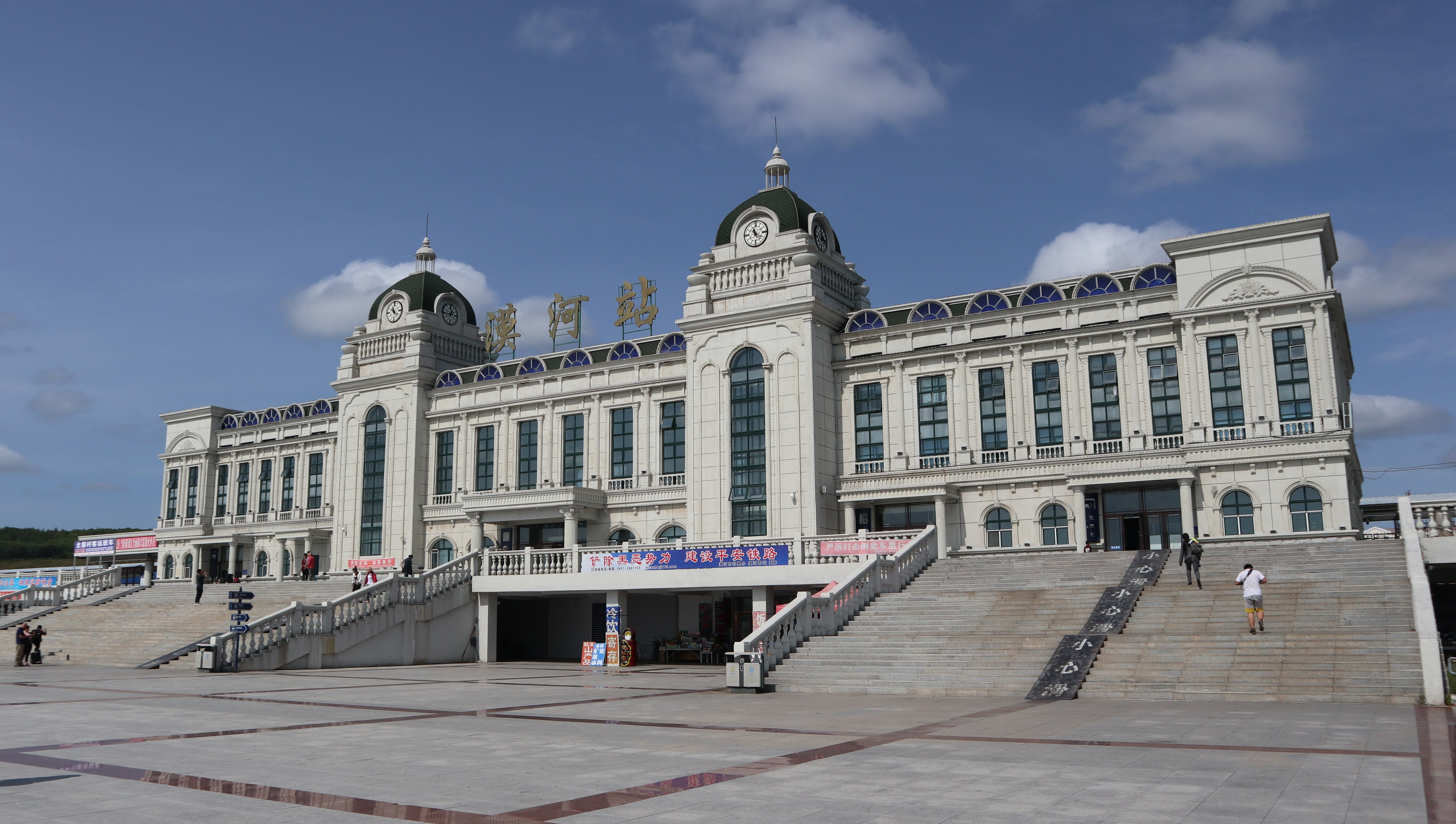
漠河駅（2019撮影）

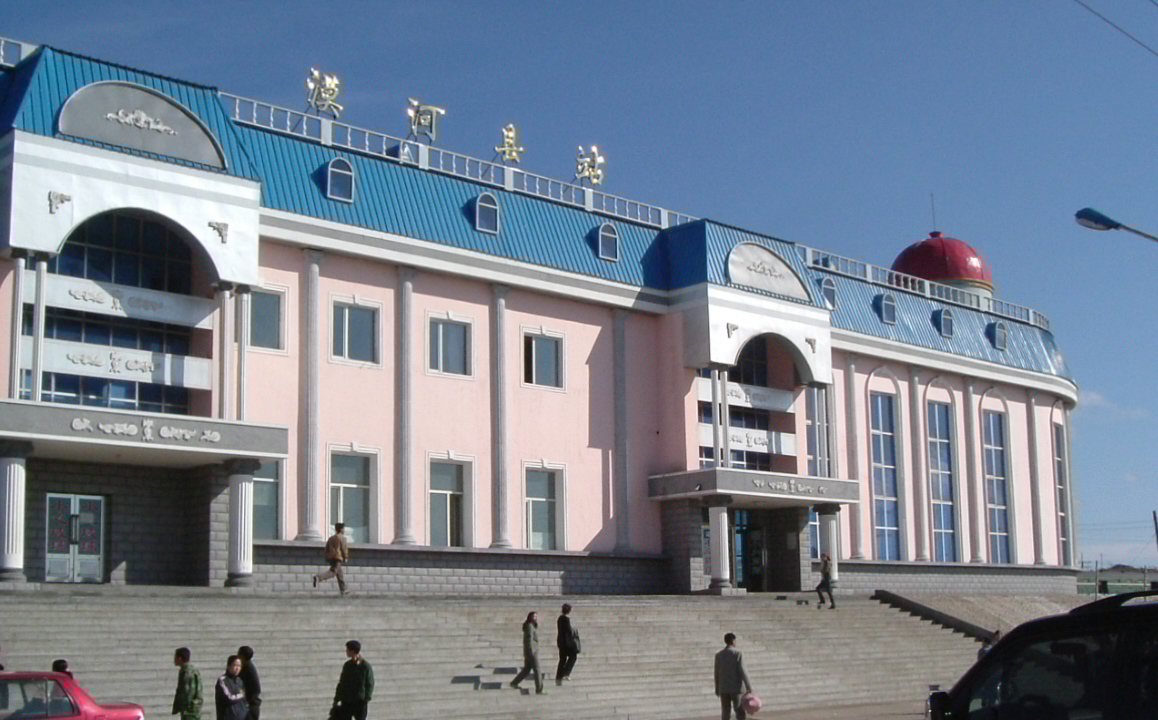
漠河駅（2005撮影）

漠河駅（ばくがえき、中国語: 漠河站）は、以前は西林吉駅、漠河県駅とも呼ばれ、黒竜江省漠河市西林吉鎮にある鉄道駅である。富西線（嫩林線）の北端であり、中国の最北端の旅客鉄道駅でもある。 「北極村」へ訪れる際の拠点となっている駅で、2012年には年間650,000人以上の観光客が訪れ、その立地から観光名所となっている。
この駅は1972年に建設され、旅客と貨物のサービスを提供している。当初は四級の駅であったが、2004年に三級の駅に格上げされ、観光客の増加により漠河県駅に改名された。駅とその上下線は非電化。2015年には、この駅は流水（水道）と排水設備を備えた新しい建物に改築された。

## 参照項目
- 北極村